# Martin Hangl
Martin Hangl (* 17. Juni 1962 in Samnaun) ist ein ehemaliger Schweizer Skirennfahrer.

## Biografie
Sein grösster Erfolg war der Gewinn des Weltmeistertitels im Super-G bei den Skiweltmeisterschaften 1989 in Vail. Ausserdem gewann er in seiner von 1981 bis 1991 dauernden Karriere drei Weltcuprennen. Bei den Olympischen Spielen 1988 in Calgary startete er im Super-G, im Riesenslalom und in der Kombination, kam jedoch in keiner Disziplin in die Wertung.
Während sein Titel in Vail erwartet werden konnte (er war zumindest als Medaillenanwärter ins Rennen gegangen), kamen seine ersten beiden Erfolge beim Final in Saalbach sowohl im Super-G und tags darauf im Riesenslalom überraschend. Zwar war er zuvor bereits fünfmal auf einem Weltcup-Podest gestanden (jeweils Zweiter beim Super-G von Madonna di Campiglio am 19. Dezember 1983, beim Riesenslalom in Puy-Saint-Vincent am 8. Dezember 1984 und beim Super-G am 16. März 1986 in Schladming sowie Dritter im Super-G von Madonna di Campiglio am 17. Dezember 1984 und im Riesenslalom von Schladming am 8. Januar 1985), doch liessen seine Leistungen in den letzten beiden Saisons nicht diese grossartigen Resultate erwarten.
Ein schlimmes Erlebnis hatte Hangl am 25. Februar 1988 während der Olympischen Winterspiele in Calgary. Zwischen den beiden Durchgängen des Riesenslaloms wurde er zufällig, zusammen mit seinem Teamkollegen Pirmin Zurbriggen, Zeuge des tödlichen Unfalls des österreichischen Teamarztes Jörg Oberhammer. Hangl erlitt einen Kollaps und musste vom Schweizer Teamarzt Hans Spring aus dem Rennen genommen werden.
Sein Bruder Marco Hangl und seine Nichte Célina Hangl waren ebenfalls Skirennfahrer.

## Weltcupsiege
| Datum          | Ort                  | Land       | Disziplin    |
| -------------- | -------------------- | ---------- | ------------ |
| 24. März 1988  | Saalbach-Hinterglemm | Österreich | Super-G      |
| 25. März 1988  | Saalbach-Hinterglemm | Österreich | Riesenslalom |
| 8. Januar 1989 | Laax                 | Schweiz    | Super-G      |